# Aldonas Pupkis
Aldonas Juozapas Pupkis (ur. 5 stycznia 1939 w Kozłowej Rudzie) – litewski językoznawca i normatywista.

## Życiorys
W latach 1946–1957 kształcił się w Gimnazjum w Kozłowej Rudzie. Następnie (1957–1962) studiował na Uniwersytecie Wileńskim, a w latach 1962–1965 był aspirantem na Uniwersytecie Leningradzkim im. Andrieja Żdanowa. W 1967 r. został kandydatem nauk filologicznych.
W okresie 1965–2000 pracował jako wykładowca na Uniwersytecie Wileńskim. W latach 1965–1972 kierował laboratorium fonetyki eksperymentalnej, a w 1972 r. objął stanowisko docenta w Katedrze Języka Litewskiego.
W latach 1968–1989 był redaktorem odpowiedzialnym periodyka językoznawczego „Mūsų kalba”, natomiast w latach 1989–2000 pełnił funkcję redaktora naczelnego czasopisma „Gimtoji kalba”. W 1990 r. został zatrudniony w Państwowej Komisji Języka Litewskiego. W latach 1997–2008 pełnił funkcję przewodniczącego Litewskiego Towarzystwa Językowego, w 2008 r. został honorowym przewodniczącym. 
Jego dorobek naukowy obejmuje artykuły z zakresu litewskiej kultury języka i fonetyki eksperymentalnej.

## Twórczość
- Lietuvių kalbos bendrinė tartis: plokštelų tekstai / Antanas Pakerys, Aldonas Pupkis. – Kowno: Šviesa, 1968. – 69 p.
- Kalbos praktikos patarimai / Aldona Paulauskienė, Aldonas Pupkis. – Wilno: Mokslas, 1976. – 383 p.
- Baltų kalbos ir jų tyrinėjimo metodai / Bronė Balčienė, Aldonas Pupkis. – Wilno: LTSR Aukštojo ir specialiojo vidurinio mokslo ministerijos Leidybinė redakcinė taryba, 1978. – 94 p.
- Juozas Balčikonis. Rinktiniai raštai. – 2 t. – Wilno: Mokslas, 1978–1982.
- Kalbos kultūros pagrindai: vadovėlis. – Wilno: Mokslas, 1980. – 166 p.
- Lietuvių kalbos bendrinė tartis: kompaktinės plokštelės tekstai / Antanas Pakerys, Aldonas Pupkis. – Wilno: Gimtasis žodis, 2004. – 71 p. + 1 garso diskas (CD). – ISBN 9955-512-53-9
- Kalbos kultūros studijos: mokomoji knyga. – Wilno: Gimtasis žodis, 2005. – 415 p.: iliustr. – ISBN 9955-16-035-7
- Tautinis ugdymas ir tautos kultūra / Andrius Ašmantas / Lietuvių kalbos draugija. – Wilno: Trys žvaigždutės, 2005. – 198 p.: portr. – ISBN 9955-641-26-6
- Dėk žodį prie žodžio – turėsi žodyną: atsiminimai apie kalbininką Juozą Balčikonį / Birutė Goberienė, Aldonas Pupkis. – Wilno: Lietuvių kalbos institutas, 2006. – 324 p.: iliustr. – ISBN 9955-704-04-7
- Aldonas Pupkis. Bibliografijos rodyklė / Vilniaus universitetas. Lietuvių kalbos katedra / Zita Šimėnaitė, Aldonas Pupkis. – Wilno: VU leidykla, 2008. – 85 p.: portr. – ISBN 978-9955-33-348-7
- Kazlų Rūdos šnektos žodynas. – 2 t. – Wilno: Lietuvių kalbos institutas, 2008–2009. – ISBN 978-9955-704-69-0
  - T. 1: A-M. – 2008. – XXVI, 528 p.: žml. – ISBN 978-9955-704-68-3
  - T. 2: N-Ž. – 2009. – X, 553 p. – ISBN 978-609-411-031-3
- Dienoraščiai, laiškai, bibliografija / Andrius Ašmantas. – Wilno: Trys žvaigždutės, 2010. – 230 p.: portr. – ISBN 978-609-431-005-8
- Andrius Ašmantas: gyvenimas ir kūryba: monografija. – Wilno: Trys žvaigždutės, 2010. – 599 p.: iliustr. – ISBN 978-609-431-004-1
- Lietuvių kalbos normintojai ir puoselėtojai: straipsnių rinkinys. – Wilno: Mokslo ir enciklopedijų leidybos centras, 2010. – 353 p.: iliustr. – ISBN 978-5-420-01674-9
- Juozas Balčikonis ir didysis „Lietuvių kalbos žodynas“: monografija. - Wilno: Lietuvių kalbos institutas, 2013. - 479 p.: iliustr. - ISBN 978-609-411-101-3
- Kazlų Rūdos savivaldybės vietovardžiai: žodynėlis, daryba, norminimas, didesnės gyvenvietės. - Wilno: Lietuvių kalbos institutas, 2014. - 71 p.: iliustr. - ISBN 978-609-411-123-5
- Lietuvių kalbos sąjūdis 1968–1988 m. - Wilno: Lietuvių kalbos institutas, 2016. - 494 p.: iliustr. - ISBN 978-609-411-182-2
- Šviesuolis mokytojas Jokūbas Aržuolaitis: biografinė apybraiža. - Wilno: Mokslo ir enciklopedijų leidybos centras, 2018. - 183 p.: iliustr. - ISBN 978-5-420-01807-1